# Фейнберг, Илья Львович
Илья Львович Фейнберг (Фейнберг-Самойлов; 22 августа (4 сентября) 1905, Юрбург, Российская империя (ныне Юрбаркский район Литвы) — 14 июня 1979, Москва) — русский советский литературовед, очеркист, исследователь творчества А. С. Пушкина.

## Биография
В 1924 году окончил правовое отделение факультета общественных наук Московского госуниверситета. До 1927 года работал юристом.
Участник Великой Отечественной войны. В 1941—1945 годах был военным корреспондентом на Черноморском и Северном флотах. Очерки печатались в центральной и флотской печати.
Ответственный секретарь Пушкинской комиссии СП СССР (с 1940), член Пушкинской комиссии АН СССР.
В 1971 году вместе с известными советскими пушкинистами Татьяной Цявловской, Натаном Эйдельманом и Валентином Непомнящим участвовал в просмотре и обсуждении поставленного Михаилом Козаковым во МХАТе спектакля «Медная бабушка» по пьесе Леонида Зорина об Александре Пушкине.
Похоронен на Новодевичьем кладбище.

## Творчество и литературоведческая деятельность
Печатался с 1928 года. Автор документальной книги-памфлета «1914-й» (1934) — об империалистической войне, очерка о подводнике, Герое Советского Союза И. И. Фисановиче («Тринадцатая победа», газета «Правда»).
Литературоведческие работы И. Фейнберга посвящены, главным образом, творчеству А. С. Пушкина. В исследованиях о пушкинской «Истории Петра I», об утраченных автобиографических записках поэта И. Фейнберг с научной достоверностью раскрыл творческую историю и характер художественной и исторической концепций незавершенных произведений Пушкина.
Заново подготовил для Полного собрания сочинений А. С. Пушкина текст «Истории Петра» (т.8, 1962, 1974). Посмертно изданы: «Абрам Петрович Ганнибал — прадед Пушкина» (М., 1983), избранные произведения «Читая тетради Пушкина» (М., 1985) и др.

## Избранные труды
- «Незавершенные работы Пушкина» (М., 1955; 7-е издание. — 1979),
- «История одной рукописи: Рассказы литературоведа» (М., 196З; доп. изд. — М.: Сов. Россия, 1967),
- «Читая тетради Пушкина» (М., 1976; доп. изд. — М., 1981),
- «Загадочный набросок Пушкина» (М., 1978) и др.

## Семья
- Отец — врач Лев Борисович Фейнберг (1873—1935), автор работ «Рабочее движение в Харькове» (Отчёт, присланный Харьковским комитетом РСДРП в редакцию «Рабочего дела» как материал для доклада Международному социалистическому конгрессу в Париже, Женева: Союз русских социал-демократов, 1900. — 16 с.) и «Жилища бакинских нефтепромышленных рабочих» (Профессиональное общество рабочих механического производства г. Баку и его районов, Баку: типография И. Л. Штейнера, 1913. — 141 с.), также перевёл работу Карла Каутского «Этика и материалистическое понимание истории» (СПб: Новый мир, 1906).
- Брат — Евгений Львович Фейнберг (1912—2005), советский и российский физик-теоретик, академик РАН (1997; член-корреспондент АН СССР c 1966). Лауреат Государственной премии СССР.
- Жена - Фейнберг-Самойлова Маэль Исаевна (1925 - 1994) - работала редактором в изд-ве "Советский писатель"
- Сын — Александр Фейнберг (1947—1981), филолог. Окончил МГУ (1972), исследователь творчества А. С. Пушкина, В. В. Набокова, Д. Джойса, Э. Хемингуэя. Автор книги "Заметки о «Медном всаднике» (М., 1993).